# 舟山市普陀区图书馆
舟山市普陀区图书馆是位於中華人民共和國浙江省舟山市普陀區的一個圖書館，前身是普陀县文化馆图书室，建于1953年8月。文化大革命期間圖書館业务停止，1976年10月恢复对外开放。1978年12月成立單獨的普陀县图书馆。1982年，普陀县人民政府兴建了图书馆大楼。1987年改名普陀区图书馆。1990年，图书馆大楼加层。2007年11月2日，图书馆新館開放。

## 外部連結
- 官方网站